# Peter Findeisen
Peter Findeisen (ur. 6 sierpnia 1934 w Dreźnie) – wschodnioniemiecki kierowca wyścigowy.

## Kariera
W 1962 roku zadebiutował Melkusem we Wschodnioniemieckiej Formule Junior. W 1965 roku odniósł pierwsze zwycięstwo we Wschodnioniemieckiej Formule 3, wygrywając zawody w Bautzen. W sezonie 1967 zajął trzecie miejsce w klasyfikacji generalnej. Rok później odniósł dwa zwycięstwa i został wicemistrzem. Po sezonie 1970 zrezygnował ze startów we Wschodnioniemieckiej Formule 3.
Uczestniczył również w Pucharze Pokoju i Przyjaźni oraz Sowieckiej Formule 3.

## Wyniki we Wschodnioniemieckiej Formule 3
| Legenda oznaczeń w tabelach wyników Wyświetl szablon na nowej stronie | Legenda oznaczeń w tabelach wyników Wyświetl szablon na nowej stronie                                                                     |
| Oznaczenie                                                            | Wyjaśnienie |
| --------------------------------------------------------------------- | --- |
| Złoty                                                                 | Zwycięzca lub mistrzostwo |
| Srebrny                                                               | 2. miejsce lub wicemistrzostwo |
| Brązowy                                                               | 3. miejsce lub II wicemistrzostwo |
| Zielony                                                               | Ukończył, punktował (w klasyfikacji generalnej, gdy zdobył co najmniej jeden punkt na przestrzeni sezonu, poza trzema powyższymi opcjami) |
| Niebieski                                                             | Ukończył, nie punktował (w klasyfikacji generalnej, gdy nie zdobył co najmniej jednego punktu na przestrzeni sezonu)                      |
| Czerwony                                                              | Nie zakwalifikował się (NZ) |
| Czerwony                                                              | Nie prekwalifikował się (NPK) |
| Różowy                                                                | Nie ukończył (NU) |
| Różowy                                                                | Niesklasyfikowany (NS) (w klasyfikacji generalnej, gdy nie został sklasyfikowany w żadnym wyścigu sezonu)                                 |
| Czarny                                                                | Zdyskwalifikowany (DK) |
| Czarny                                                                | Wykluczony (WYK/EX) |
| Biały                                                                 | Nie wystartował (NW) |
| Biały                                                                 | Kontuzjowany (K/INJ) |
| Biały                                                                 | Wyścig odwołany (OD/C) |
| Bez koloru                                                            | Został wycofany (WYC/WD) |
| Bez koloru                                                            | Nie przybył (NP/DNA) |
| Bez koloru                                                            | Nie brał udziału w treningach (NT/DNP) |
| Bez koloru                                                            | Nie został zgłoszony (–) |
| Pogrubienie                                                           | Start z pole position |
| Kursywa                                                               | Najszybsze okrążenie wyścigu |
| †                                                                     | Nie ukończył, ale jego rezultat został zaliczony ze względu na przejechanie więcej niż 90% dystansu wyścigu.                              |
| *                                                                     | Sezon w trakcie |
| 1/2/3                                                                 | Punktowana pozycja w sprincie kwalifikacyjnym                                                                                             |
| Lista systemów punktacji Formuły 1                                    | |

W latach 1960–1963 mistrzostwa rozgrywano według przepisów Formuły Junior.
| Rok  | Zespół           | Samochód  | Silnik   | Wyniki w poszczególnych eliminacjach | Wyniki w poszczególnych eliminacjach | Wyniki w poszczególnych eliminacjach | Wyniki w poszczególnych eliminacjach | Wyniki w poszczególnych eliminacjach | Wyniki w poszczególnych eliminacjach | Pkt. | Msc. |
| ---- | ---------------- | --------- | -------- | ------------------------------------ | ------------------------------------ | ------------------------------------ | ------------------------------------ | ------------------------------------ | ------------------------------------ | ---- | ---- |
| 1962 |                  |           |          |                                      |                                      |                                      |                                      |                                      |                                      | 1    | 8    |
| 1962 | MC Post Dresden  | Melkus 62 | Wartburg | -                                    | -                                    | -                                    | ?                                    | NU                                   | 6                                    | 1    | 8    |
| 1963 |                  |           |          |                                      |                                      |                                      |                                      |                                      |                                      | 7    | 5    |
| 1963 | MC Post Dresden  | Melkus 63 | Wartburg | 4                                    | NU                                   | NU                                   | 10                                   | 6                                    | 9                                    | 7    | 5    |
| 1964 |                  |           |          |                                      |                                      |                                      |                                      |                                      |                                      | 5    | 9    |
| 1964 | MC Post Dresden  | Melkus 64 | Wartburg | NU                                   | NU                                   | 8                                    | NU                                   | 4                                    | -                                    | 5    | 9    |
| 1965 |                  |           |          |                                      |                                      |                                      |                                      |                                      |                                      | 16   | 5    |
| 1965 | MC Post Dresden  | Melkus 64 | Wartburg | NU                                   | 1                                    | 9                                    | 6                                    | NU                                   | NU                                   | 16   | 5    |
| 1966 |                  |           |          |                                      |                                      |                                      |                                      |                                      |                                      | 12   | 5    |
| 1966 | MC Post Dresden  | Melkus 64 | Wartburg | NU                                   | 3                                    | 10                                   | 4                                    | 5                                    | NU                                   | 12   | 5    |
| 1967 |                  |           |          |                                      |                                      |                                      |                                      |                                      |                                      | 17   | 3    |
| 1967 | MC Post Dresden  | Melkus 64 | Wartburg | 5                                    | 6                                    | 5                                    | 7                                    | 12                                   | 8                                    | 17   | 3    |
| 1968 |                  |           |          |                                      |                                      |                                      |                                      |                                      |                                      | 24   | 2    |
| 1968 | MC Post Dresden  | Melkus 64 | Wartburg | 8                                    | 1                                    | 2                                    | 1                                    |                                      |                                      | 24   | 2    |
| 1969 |                  |           |          |                                      |                                      |                                      |                                      |                                      |                                      | 13   | 4    |
| 1969 | MC Post Dresden  | Melkus 64 | Wartburg | 8                                    | 1                                    | 4                                    | NU                                   |                                      |                                      | 13   | 4    |
| 1970 |                  |           |          |                                      |                                      |                                      |                                      |                                      |                                      | 12   | 5    |
| 1970 | MC Lockwitzgrund | Melkus 64 | Wartburg | 5                                    | -                                    | 4                                    | NU                                   | 4                                    |                                      | 12   | 5    |